# 厄于斯泰因·彼得森
厄于斯泰因·彼得森（挪威語：Øystein Pettersen，1983年1月19日—），挪威男子越野滑雪运动员。他曾代表挪威参加2010年冬季奥林匹克运动会越野滑雪比赛，获得男子团体竞速赛金牌。